# Józefa Ledóchowska
Józefa Wiktoria Franciszka Ledóchowska, née Truskolaska est une actrice née à Lviv le 5 mars 1781 et morte à Varsovie le 14 mars 1849.

## Biographie

### Enfance et débuts
Ses parents sont Tomasz Truskolaski et Agnieszka Truskolaska, née Marunowska.
Jusqu'en 1801, elle se produit sous son nom de jeune fille. Elle débute enfant, au Théâtre national de Varsovie, le 3 juin 1792, dans le rôle d'Eugénie, dans la pièce La Femme jalouse de Desforges. De 1796 à 1797, elle joue dans l'antreprise de son père à Varsovie et, après la mort de celui-ci, à partir de 1798, dans l'antreprise de sa mère.
En 1799, elle s'installe avec sa mère dans la troupe de Wojciech Bogusławski, où elle fait ses débuts dans le rôle-titre de la tragédie Inez de Castro. En 1801, elle épouse Stanisław Ledóchowski et quitte la scène. Le mariage dure environ un an.

### Carrière
Elle revient sur scène en 1805 dans le rôle de Galatée dans Pygmalion et Galatée. Entre 1810 et 1813, elle joue notamment Barbara dans Barbara Radziwiłłówna de Franciszek Wężyk, Helena dans Gliński, le rôle-titre dans Heligunga et Aldona dans Mendog. Ces rôles lui valent le titre de première actrice nationale. Elle est surnommée « la fierté de la scène polonaise ». Elle connaît également un grand succès dans le rôle de Lady Macbeth dans Macbeth. Ce rôle entre dans l'histoire de la comédie polonaise.
Entre 1823 et 1824, elle est au sommet de sa gloire. Au cours des années suivantes, jouant dans les théâtres de Varsovie, Poznań, Vilnius, Płock et Kalisz, elle consolide sa renommée en tant qu'actrice polonaise de premier plan.
Renvoyée du théâtre en 1834, elle prend sa retraite.

### Mort
Elle meurt le 14 mars 1849 à Varsovie,,.